# Château Gődény de Ohat
Le château Gődény d'Ohat est un château situé à Ohat, dans Egyek.